# Lycium distichum
Lycium distichum är en potatisväxtart som beskrevs av Franz Julius Ferdinand Meyen. Lycium distichum ingår i släktet bocktörnen, och familjen potatisväxter. Inga underarter finns listade i Catalogue of Life.